# Iglesia de Santa Marina Virgen (Torrebaja)
La iglesia de Santa Marina Virgen, cuyo título fundacional en latín es «Sanctae Marinae Virginis», es la parroquial de Torrebaja, Valencia, (Comunidad Valenciana, España).
Se halla en la confluencia de la calle del Rosario y la plaza de la iglesia (o del Rincón) y la plazuela Rey Don Jaime, popularmente conocida como «La Replaceta», y la calle Fuente.

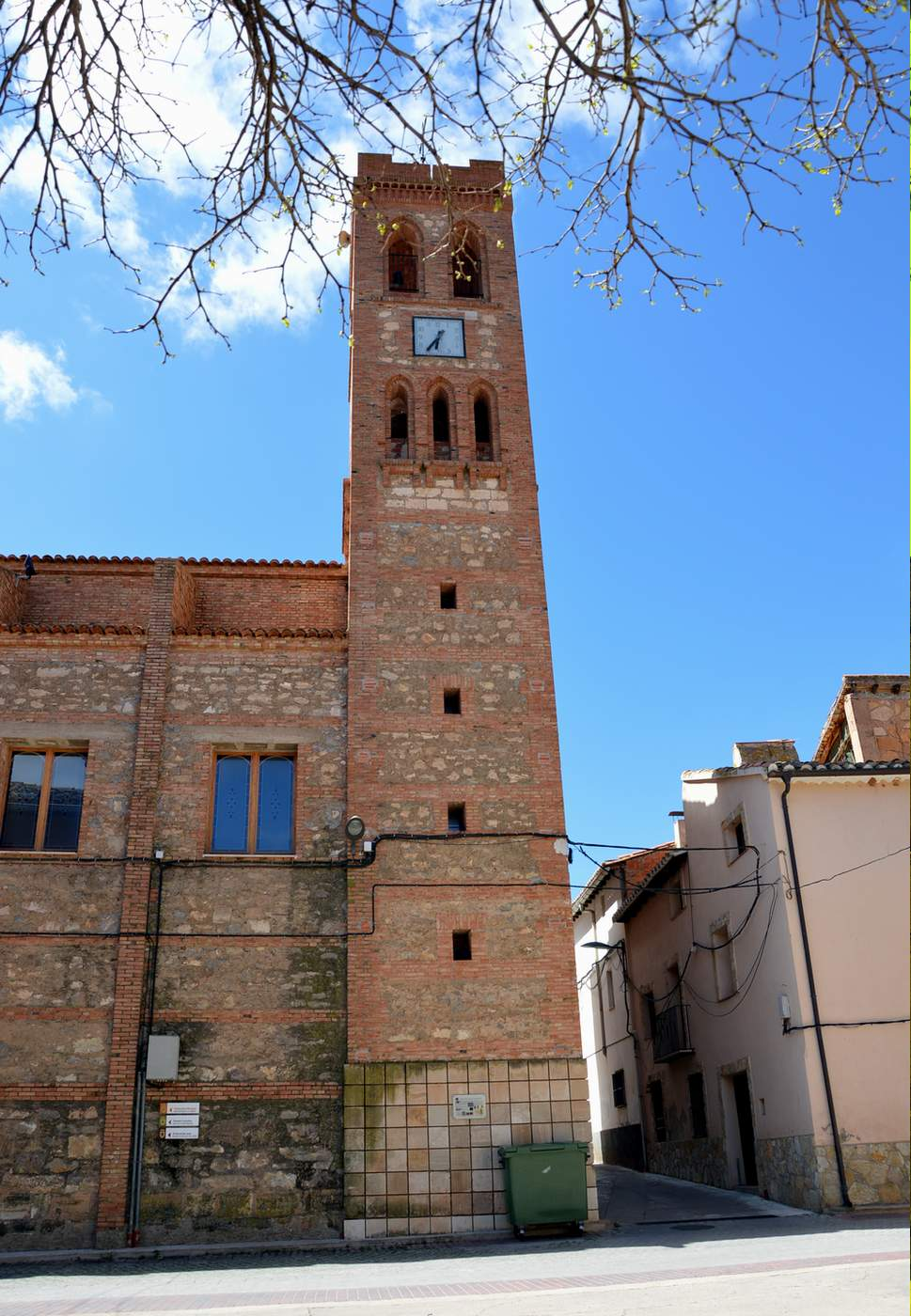
Vista parcial del templo parroquial de Torrebaja (Valencia) desde La Replaceta, con detalle del campanario.

## Historia
La iglesia actual es un edificio de reciente construcción -según diseño del arquitecto valenciano Luis Gay Ramos (Valencia, 1912-1996), siendo párroco don Antonio Martínez Gabalda (1915-1976)- cuya primera piedra se colocó el 20 de junio de 1954, por mano del obispo de Segorbe, don José Pont y Gol (1907-1995). Al acto asistió el gobernador civil de Valencia, don Diego Salas Pombo (1918-1997) y diversas autoridades locales y comarcales, civiles y militares. Al pie de la torre de la epístola se colocó una (garrafa) de cristal con distintas monedas de la época y un documento -en latín- firmando por las autoridades y personas notables de la localidad que dice:

«Summo Super Universam Ecclesiam Pontifice Pio XII; Supremo Super Hispaniae Regnum Moderatore Francisco Franco Bahamonde; Diocesim Segobricensem Feliciter Gubernante Excmo. Ac Rvdmo. Episcopo Josefo Pont Atque Gol; In Civilibus Huyus Valentinae Provinciae Gubernatore Didaco Salas Pombo; Huyus Oppidi Lingua Vernacula Torrebaja Dicti Preposito Civili Alfredo Sanchez Esparza; Antonio Martinez Gabalda Pbro. Hujus Parrociae Aeconomo Atque Parociae Vulgo Pueblo De San Miguel Parocho./ Anno Sancto Jubilari Jacobeo In Quo Et Centenarium Universa Cum Gaudio Celebrat Ecclesia Definitionis Dogmaticae Anniversarium Concepcionis Sine Macula Beatissimae Virginis Mariae, A Nativitate Domini Mcmliv Die 20 Mensis Junio Dominica Infraoctava Corporis Chisti Lapidem Hunc Ut Fundamentum Ecclesiae Parochialis Hujus Oppidi In Titulum Sanctae Marinae Virginis Excmus Ac Rvdmus Benedixit Atque Locabit».
Desde el Rincón de Ademuz, Alfredo Sánchez Garzón

Este nuevo templo sustituyó a otro anterior, construido en la década de 1660 con el empeño de don Jaime Ruiz de Castellblanch. Aquel templo barroco se alzaba sobre el mismo solar del actual. Su tamaño era menor y tenía otra orientación en sentido este (pies)-oeste (cabecera). Hubo que demolerlo a consecuencia de los daños que sufriera su estructura a causa de los bombardeos que padeció la población durante la Guerra Civil (1936-1939); y también, a causa de los refugios antiaéreos que se construyeron en su subsuelo, que propiciaron el corrimiento de tierra que agrietó los muros, bóvedas y basamentos.- El patrimonio mueble también fue esquilmado.-

## Descripción
Se trata de un edificio exento, planta cuadrangular, orientada de norte a sur. Su fábrica es de ladrillo sin revestir y cantería, con una esbelta torre-campanario del mismo material y basamento de piedra caliza tallada, obra posterior (1959). Las piedras proceden de La Azufrera de Libros. Un texto escrito con lápiz sobre revoco blanco en el interior de la torre dice: 

«TORREBAJA 05-12-1959. Cura párroco don Pedro Manuel Miguel. Director de la obra José Giménez Durbán. Primer Oficial: Arturo Fandos Lagunas y José Gracia Bertolín. Peones: Tomás Díaz Asensio y Manuel Villalba Gabalda. Durante el poder del General Franco se realizaron los trabajos sin el menor percance gracias a las buenas prácticas de la construcción siendo alcalde de Torrebaja don Avelino Esparza; secretario don Octavio Valentín y Jefe Local de la Hermandad don Armando León Valero».
Desde el Rincón de Ademuz de Ademuz, Alfredo Sánchez Garzón

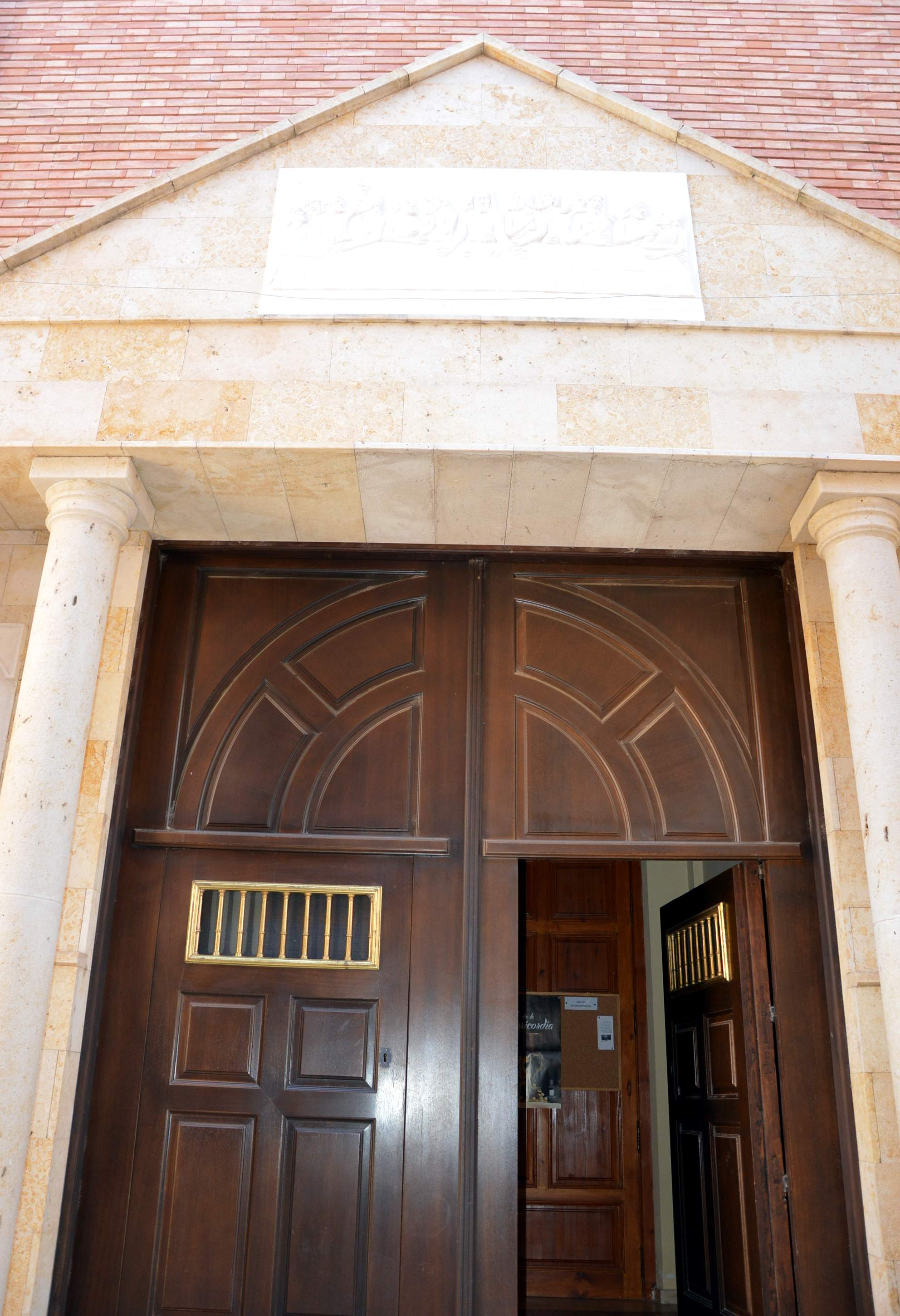
Pórtico de la parroquial de Torrebaja (Valencia), con detalle del altorrelieve de la Santa Cena.

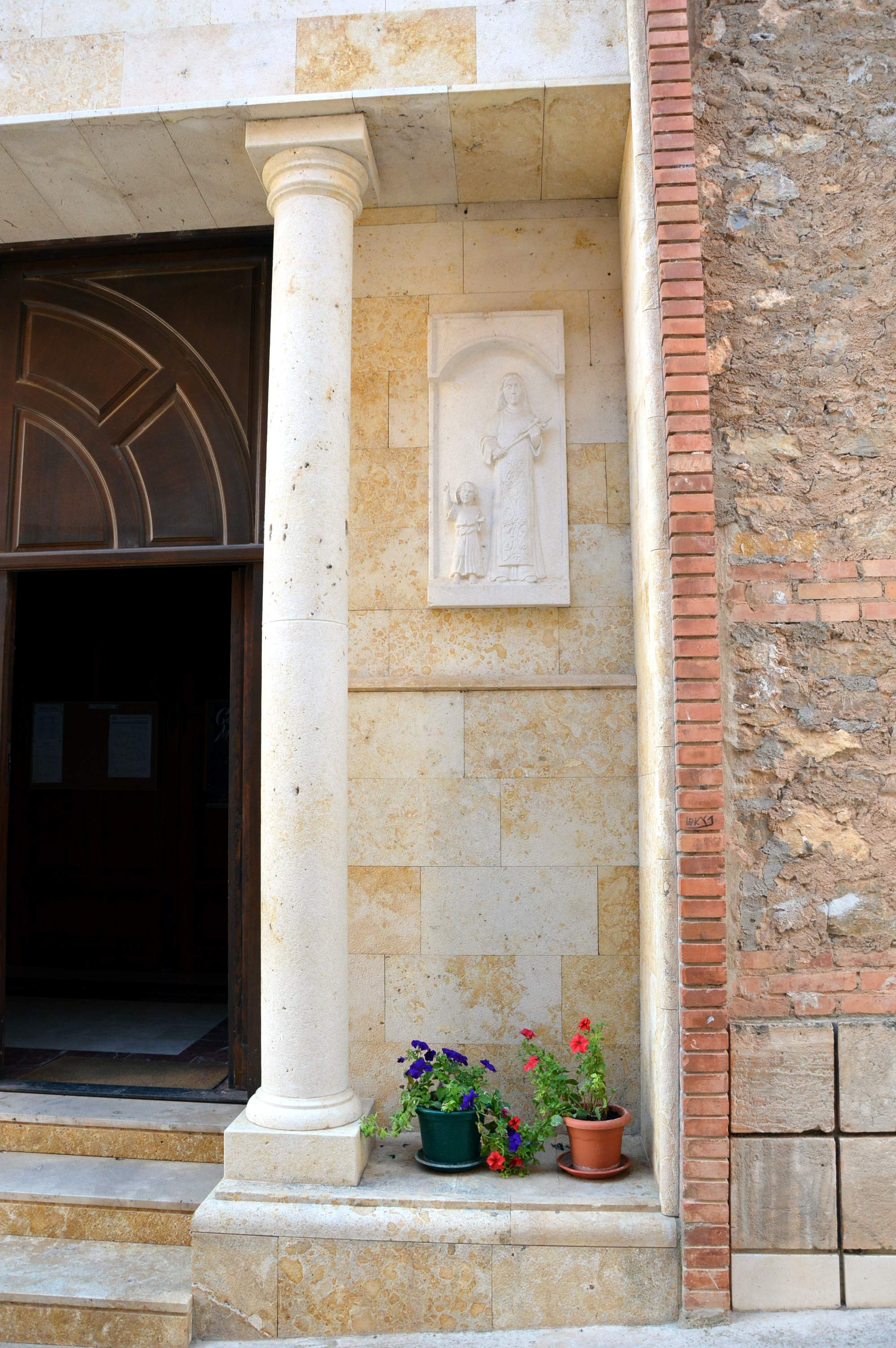
Detalle de pórtico de la parroquial de Torrebaja (Valencia), con relieve de Santa Marina.

Posee dos campanas, la mayor, «Santa Marina», tiene un diámetro de boca de 69 cm, pesa 190 kg y su epigrafía reza: «Se fundió por los Colinas siendo Párroco D. Luis Tortajada. Alcalde D. Emilio Gómez y Secretario Fco. Valero. Año 1914». Se refiere a los "hermanos Colina", de Sigüenza (Guadalajara). La otra campana está dedicada a «Santiago Apóstol», tiene un diámetro de boca de 54 cm y pesa 91 kg, fue vaciada en la fundición de Salvador Manclús, en Valencia. Ambos bronces pertenecían al antiguo templo, pero al quedar afecta la segunda se vació de nuevo.
La cobertura del templo es de teja árabe y vierte a dos aguas, recayendo sobre los tejadillos de las capillas laterales. El interior es amplio y luminoso, con tres naves: una central y dos laterales, que dan cabida a diversas capillas. Posee un atrio interior, bajo el alto coro, al que se accede por las escalerillas interiores de la torre-campanario.
Del interior, destaca un estupendo artesonado de escayola figurando madera y un presbiterio elevado, a cuyos lados se hallan la sacristía a la epístola (derecha) y una capilla dedicada al Sagrario, al evangelio (izquierda). En el frontis de la entrada a la capilla del Sagrario hay un Cristo crucificado en tamaño natural labrado en pino bermejo, obra del escultor valenciano Ramón Granell Pascual (1971).
En los últimos años ha tenido lugar una importante remodelación interior, realizando una semiesfera en el espacio presbiteral, con el propósito de «recoger el templo hacia la cabecera». Los trabajos se iniciaron en septiembre de 2005 -siendo cura párroco don Ricardo Cebolla Juan-: tras los trabajos iniciales se preparó la pared, puliéndola y aplicándole una capa de imprimación, con el fin de realizar un retablo de pincel. Se decidió pintar un Pantocrátor (figuración de Cristo en Majestad), circundado por un Tetramorfos (representación zoomórfica de los cuatro evangelistas), siguiendo el modelo canónico tradicional. La pintura corrió a cargo del artista cubano Manuel-Alejandro Martínez Ojea (Las Tunas-Cuba, 1968). La obra pictórica se desarrolló en los primeros meses de 2006. Fiel a la tradición iconográfica oriental, el autor dejó su obra sin firma:

«El motivo pictórico de la parroquial de Torrebaja se halla inspirado en el realizado por Kiko Argüello (2004) en la capilla axial del ábside de la catedral de Madrid (Santa María la Real de la Almudena) y, según manifestaciones del artista cubano, determinadas circunstancias tristes en este periodo de su vida han influido en el resultado de las facciones del Cristo».
Del paisaje, alma del Rincón de Ademuz, Alfredo Sánchez Garzón

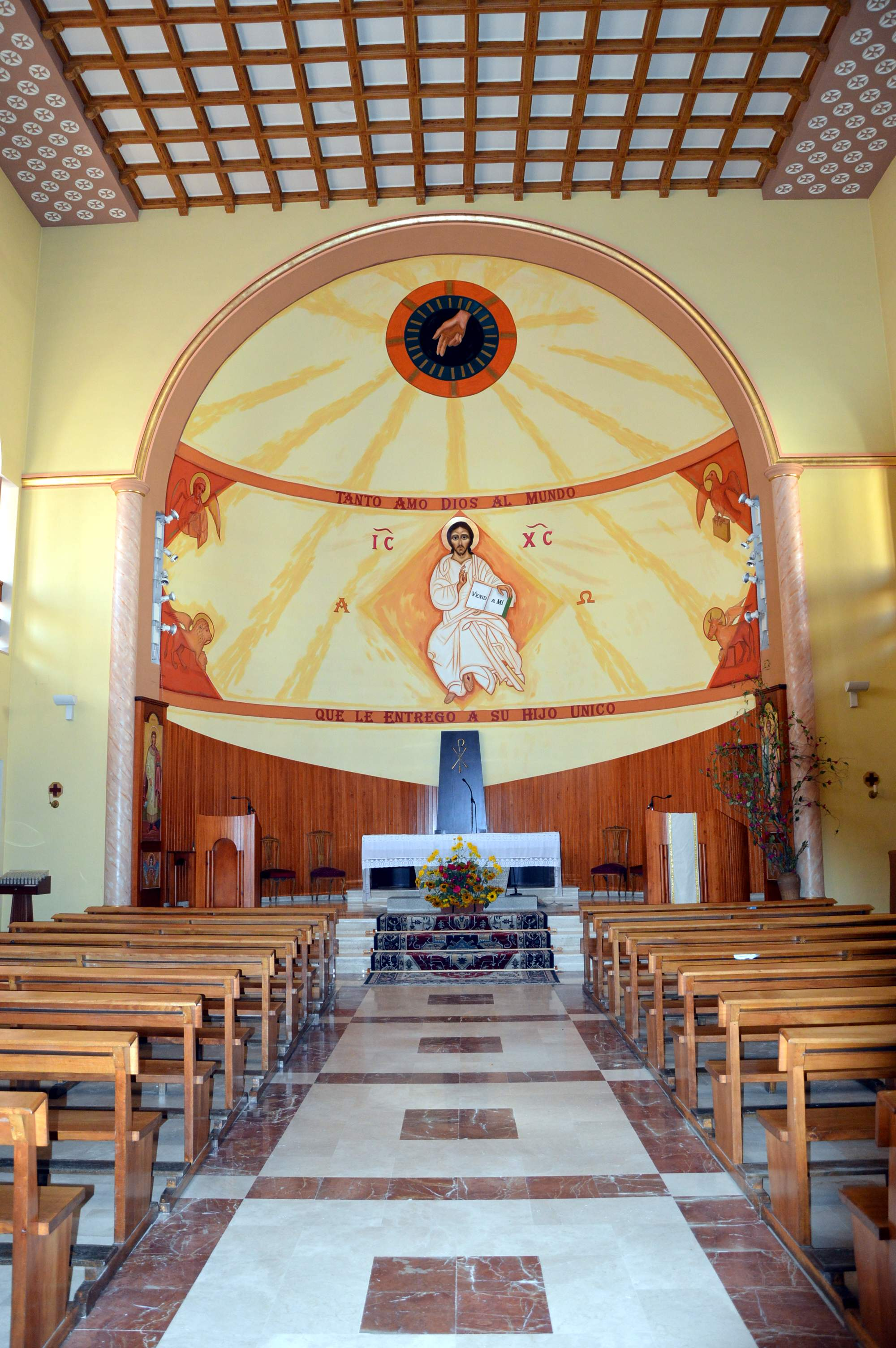
Vista de la nave central de la parroquial de Torrebaja (Valencia), con el presbiterio al fondo.

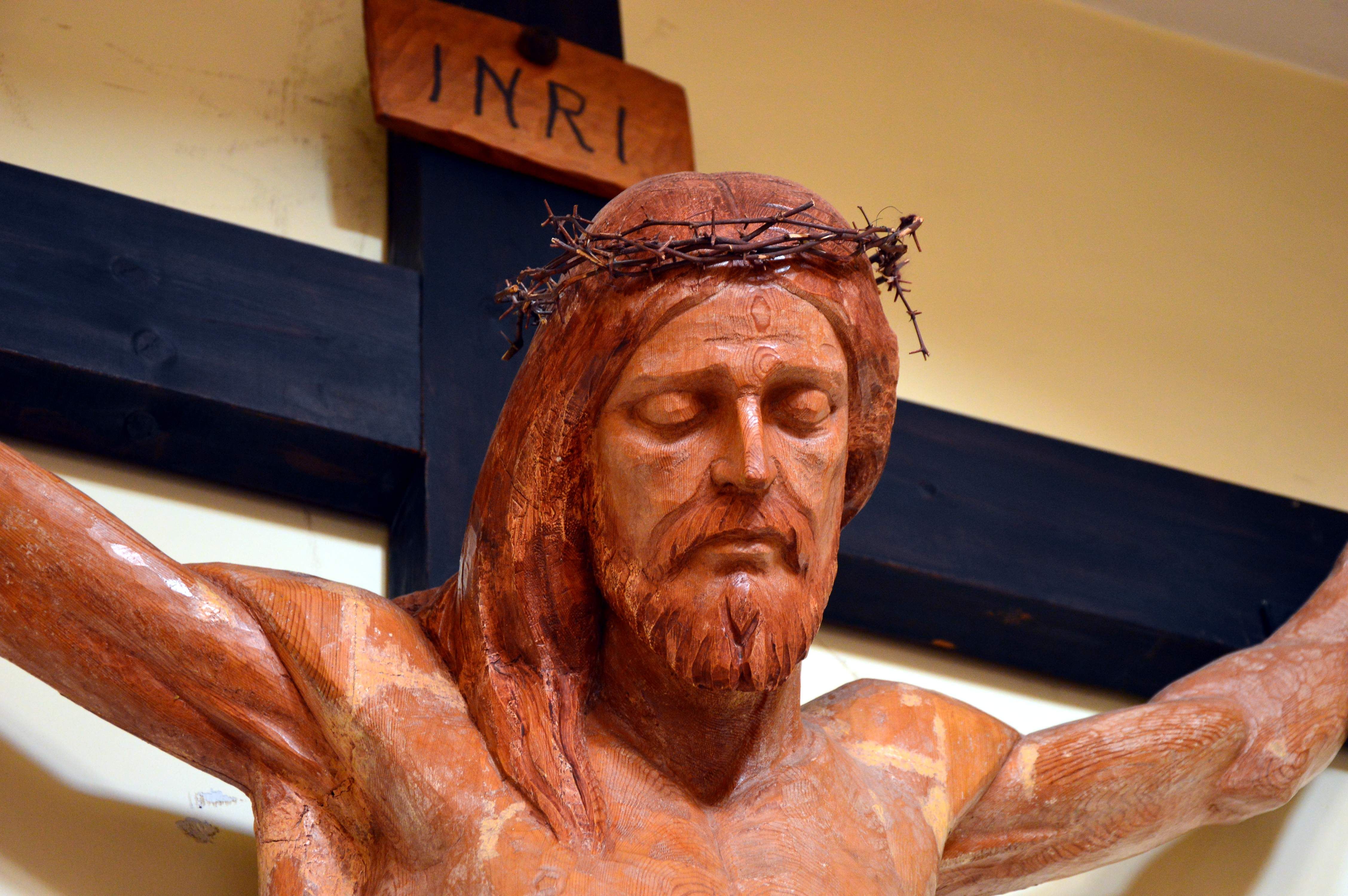
Detalle de Cristo crucificado en la iglesia parroquial de Torrebaja, obra de Ramón Granell Pascual (1971).

Asimismo, las obras de remodelación del templo afectaron a la fachada principal, cuya entrada ha adquirido un aspecto neoclásico, basado en columnas de fuste liso, estilo romano: a ambos lados de las columnas pueden verse unas figuras labradas representando a la titular del templo, «Santa Marina» (derecha) y a «San Roque» (izquierda), copatrón del pueblo. Las losas esculpidas con las imágenes de los patrones miden 50x110 cm En la parte alta figura un altorrelieve triangular, con la «Santa Cena» en la base. El conjunto enmarca unas nuevas puertas retranqueadas con respecto a las anteriores, que proceden, restauradas, de la Basílica de la Virgen de los Desamparados, las que enfrontaban con la Catedral de Santa María de Valencia. En el canto interior de la puerta interna de la hoja derecha hay una inscripción: «1749M». Los últimos trabajos concluyeron la primavera de 2006, por mano de albañiles de la zona: la cantería procede de «Mármoles Llorens» de Teruel.